# Alessandro Anil
Alessandro Anil (Santiniketan, 3 febbraio 1990) è un poeta e regista teatrale italiano di origini indiane.

## Biografia
Alessandro Anil ha vissuto fino a sedici anni in India, a Santiniketan frequentando la scuola del poeta Rabindranath Tagore. Il padre Abani Biswas, dopo la collaborazione con Jerzy Grotowski, fonda il centro di ricerca teatrale Theatre House, dove Alessandro Anil fin da giovane età viene introdotto alle arti performative. Si trasferisce in Italia e in seguito in Inghilterra dove si laurea in filosofia con una tesi sui legami fra la filosofia e la letteratura lirico-drammatica. Torna in Italia dal 2013 dove inizia a collaborare con varie riviste letterarie. Dopo aver vinto e/o essere stato segnalato in numerosi premi, Poesiafestival, Premio Rimini per la poesia giovane, Casa della Poesia di Como, Premio Mario Luzi, esordisce con la raccolta Versante d'esilio con cui vince il Premio Letterario Camaiore, sezione opera prima, il Premio Guido Gozzano, Opera prima e risulta nella terna dei finalisti nel Premio Internazionale di Letteratura Città di Como insieme a Giuseppe Conte (scrittore) e Marco Molinari. È presente nell'antologia Abitare la parola. Poeti nati negli anni Novanta ed è inserito da Milo De Angelis nella rubrica «I poeti di trent'anni» nella rivista Poesia (periodico 1988) di Crocetti Editore.
Nel 2023 pubblica Terra dei ritorni per Pordenonelegge - Samuele editore, con cui è stato candidato allo Strega poesia, 2024.

## Opere
- Versante d'esilio, Minerva, 2019, Bologna ISBN 978-8833241562 (Premio Letterario Camaiore sezione opera prima, Premio Internazionale di Letteratura Città di Como, terna dei finalisti, Premio Guido Gozzano, Opera prima)
- Come tradurre la neve. Tre sentieri nei Balcani, AnimaMundi Edizioni, 2019, con Maria Grazia Calandrone e Franca Mancinelli
- “Terra dei ritorni”, Pordenonelegge -Samuele editore, 2023